# Florian Reichstädter
Florian Reichstädter (Viena, 3 de julio de 1980) es un deportista austríaco que compitió en vela en la clase 470.
Ganó una medalla de plata en el Campeonato Europeo de 470 de 2014.

## Palmarés internacional
| \| Campeonato Europeo \| Campeonato Europeo \| Campeonato Europeo \| Campeonato Europeo \| \| Año \| Lugar \| Medalla \| Clase \| \| ------------------ \| ------------------ \| ------------------ \| ------------------ \| \| 2014 \| Atenas (Grecia) \| Medalla de plata \| 470 \| |                 |                  |       |
| Campeonato Europeo |                 |                  |       |
| Año | Lugar           | Medalla          | Clase |
| 2014 | Atenas (Grecia) | Medalla de plata | 470   |